# Felix Steiner
Felix Martin Julius Steiner (Ebenrode, Prusia Oriental; 23 de mayo de 1896 - Múnich, Alemania; 17 de mayo de 1966) fue un militar y político alemán, miembro de las SS, con rango de Obergruppenführer y general de las Waffen SS, que participó en la Segunda Guerra Mundial.

## Biografía
Nació en Ebenrode, entonces una ciudad alemana ubicada en la Prusia Oriental (hoy llamada Nesterow, en el óblast de Kaliningrado, perteneciente a Rusia).

### Carrera militar
Durante la Primera Guerra Mundial participó en combates tanto en el Frente occidental como en el Frente oriental, mostrando un especial interés en los aspectos relativos a los primeros balbuceos de las llamadas Tropas de Asalto (Sturmtruppen), que serían utilizadas por vez primera por el Ejército alemán durante la ofensiva de la primavera de 1918.
Al terminar la guerra continuó sirviendo en la Reichswehr, pero solo cuando fue trasladado a las SS-Verfugungstruppe -el antecedente de las Waffen SS- pudo empezar a desarrollar estas técnicas lejos de las mentes más tradicionales del ejército, aplicando su lema de que el sudor ahorra sangre, queriendo con ello hacer énfasis en que el entrenamiento militar previo salva vidas posteriormente en el combate.

### Segunda Guerra Mundial

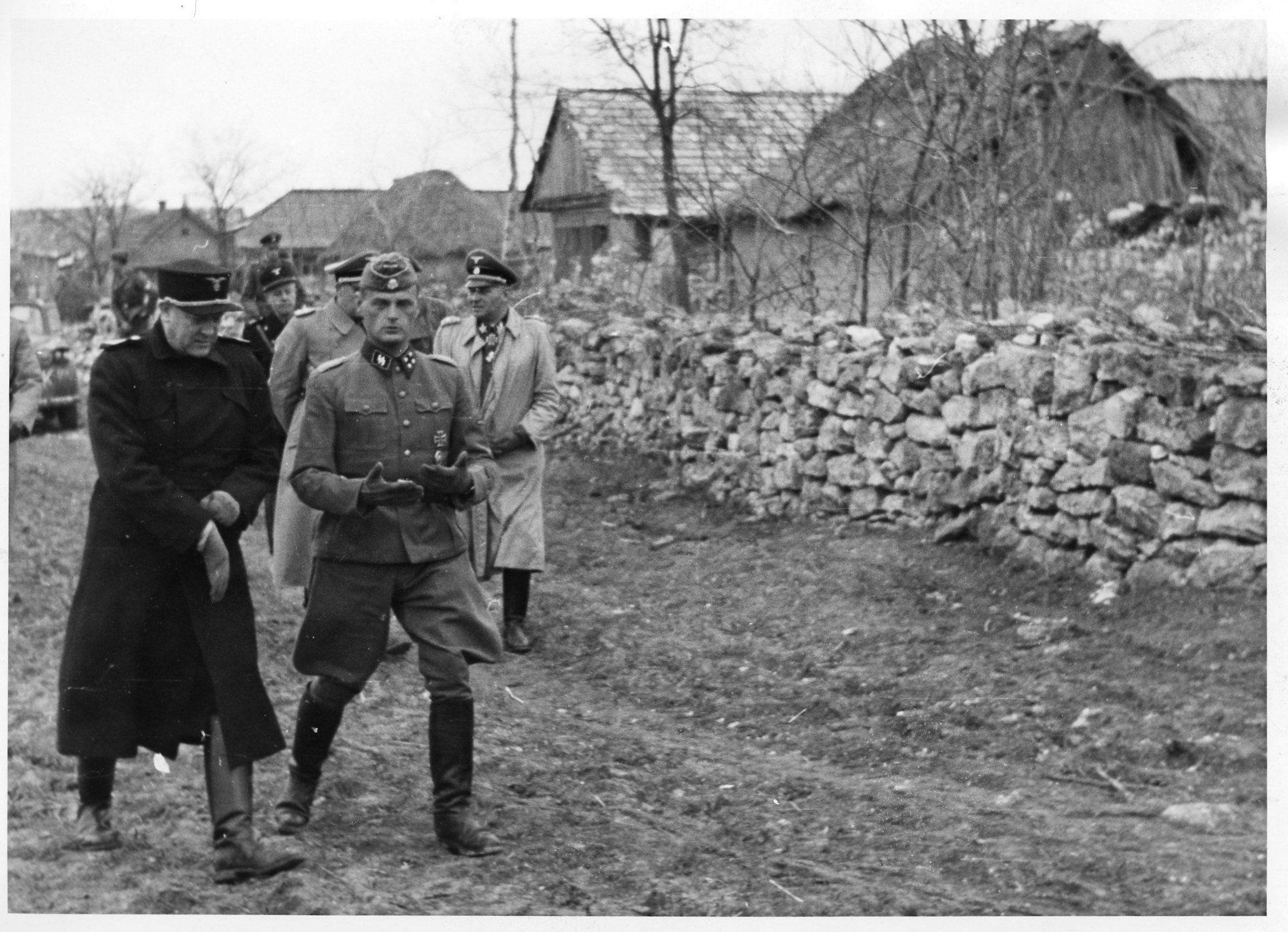
Kalinovo-Uspenskaya. Mayo de 1942. El Primer Ministro de Noruega Vidkun Quisling visita a voluntarios noruegos en una división de Waffen SS acompañado por el ministro de Justicia Risnes y el Jefe Superior de Policía y SS de Noruega. El líder del grupo SS, Rediess, en el camino a través de un pueblo soviético hacia el patio de armas de los voluntarios noruegos.

En 1940, con el grado de SS Standartenführer -equivalente al grado de coronel-, y como comandante del Regimiento Deutschland de las SS participó en la campaña de Francia, por lo que recibió el 15 de agosto su Cruz de Caballero de la Cruz de Hierro. Cuando en el mes de septiembre de 1940 se tomó la decisión de crear una división compuesta por voluntarios de sangre germánica de los países cercanos a Alemania, Steiner fue ascendido al grado de general y se le puso al mando de la nueva unidad, que finalmente se constituyó con el SS-VT Regimiento Germania como núcleo, siendo originalmente denominada con este nombre, aunque tras unas pocas semanas adquirió el nombre de Wiking, e incluía voluntarios procedentes de Holanda, Dinamarca, Noruega, Bélgica, países bálticos y algunos otros países neutrales, como Suecia o Suiza. Bajo el liderazgo de Steiner, la Wiking terminó convirtiéndose en una de las más exitosas unidades de la Waffen SS, terminando la guerra como 5.ª SS Panzergrenadier Division Wiking.
La División participó en acciones de combate en el sector sur del Frente oriental a partir de junio de 1941, estando en Tarnopol, Umán y en Korsun, terminando en el área del río Mius en diciembre. En 1942 la División, que seguía bajo el mando de Steiner, participó en operaciones en el sur de Rusia, vía Rostov, hacia los campos petrolíferos de Maikop y el río Terek en el Cáucaso.
El 23 de diciembre de 1942, Steiner fue condecorado con las Hojas de Roble para su Cruz de Caballero.
A principios de 1943, la reequipada 5.ª SS Panzergrenadier Division Wiking fue una de las unidades que participaron en el intento de impedir la penetración del Ejército Rojo hacia el Mar de Azov, evitando el cerco de un gran número de unidades de la Wehrmacht en el área entre los ríos Don y Bajo Don. A principios de marzo de 1943 Steiner fue ascendido a SS Gruppenführer y se le encargó el mando del III Cuerpo de ejército Panzer SS que mandó hasta octubre de 1944, habiendo sido ascendido nuevamente en julio de 1944, esta vez a SS Obergruppenführer.
En julio de 1944, cuando se inició la ofensiva soviética desde Leningrado, su Cuerpo de ejército estaba en la cabeza de puente de Oranienbaum, al suroeste de la misma; la penetración soviética se desarrolló a través del Golfo de Finlandia, batiéndose en duros combates hasta ser obligado, en septiembre de 1944 a retirarse hacia los territorios bálticos. Por la participación en dichos combates recibió el 10 de agosto de 1944 sus Espadas para la Cruz de Caballero de la Cruz de Hierro.
Durante la defensa de Pomerania a principios de 1945, Steiner tenía bajo su mando al XI Ejército Panzer SS y, a pesar de la manifiesta superioridad en hombres y armamento del Ejército Rojo, realizó furiosos contraataques contra las fuerzas de Zhúkov alrededor de Stargard, en la denominada Operación Solsticio. No obstante, se vio obligado a retirarse a través del río Óder. En los últimos días del III Reich, Hitler planeaba un ataque hacia el sur con las fuerzas de Steiner, quien no estaba dispuesto a sacrificar sus tropas, ignoró las órdenes transmitidas al respecto por medio de los generales Jodl, Keitel y Heinrici.

#### Batalla de Berlín
En enero de 1945, Steiner, junto con el III Cuerpo Panzer de las SS, fue trasladado en barco tras la Bolsa de Curlandia para ayudar en la defensa del territorio alemán. El cuerpo fue asignado al Grupo de Ejércitos Vístula bajo el nuevo 11.º Ejército Panzer, aunque el ejército realmente solo existía en el papel. Una vez que el ejército soviético llegó al río Oder, el Undécimo Ejército Panzer SS quedó inactivo, y el III Cuerpo Panzer SS fue reasignado al 3.ᵉʳ Ejército Panzer alemán como reserva durante la Operación Ofensiva de Berlín de los soviéticos. Durante la Batalla de las Colinas de Seelow, la primera gran batalla de la ofensiva, el general Gotthard Heinrici, el comandante del Grupo de Ejércitos Vístula, transfirió la mayoría de las divisiones del III Cuerpo Panzer SS al Noveno Ejército del General Theodor Busse.
El 21 de abril, el Primer Frente Bielorruso del mariscal soviético Georgi Zhukov había roto las líneas alemanas en las colinas de Seelow. Hitler, ignorando los hechos, comenzó a llamar a las unidades heterogéneas que estaban bajo el mando de Steiner, el Destacamento del Ejército Steiner (Armeeabteilung Steiner).
Hitler ordenó a Steiner que atacara el flanco norte del enorme saliente que había sido creado por la ruptura del 1.er Frente Bielorruso. Se suponía que el ataque de Steiner coincidía con el ataque del Noveno Ejército del General Theodor Busse desde el sur en un ataque de pinza. El Noveno Ejército había sido empujado hacia el sur del saliente del 1.er Frente Bielorruso. Para facilitar el ataque, a Steiner se le asignaron las tres divisiones del Cuerpo de Ejército CI del Noveno Ejército: la 4.ª División SS Polizei, la 5.ª División Jäger y la 25.ª División Panzergrenadier. Las tres divisiones estaban al norte del canal Finow en el flanco norte del saliente de Zhukov. El LVI Cuerpo Panzer del general Helmuth Weidling, que todavía estaba al este de Berlín con su flanco norte justo debajo de Werneuchen, también recibió la orden de participar en el ataque. Las tres divisiones del Cuerpo de Ejército de CI planearon atacar al sur desde Eberswalde en el Canal Finow hacia el LVI Panzer Corps. Las tres divisiones del Cuerpo de Ejército de la IC estaban a 24 kilómetros (unas 15 millas) al este de Berlín, y el ataque hacia el sur dividiría en dos el saliente del 1.er Frente Bielorruso. Steiner llamó a Heinrici y le informó que el plan no se podía implementar porque la 5.ª División Jäger y la 25.ª División Panzergrenadier estaban desplegadas a la defensiva y no podían redesplegarse hasta que la 2.ª División Naval llegara desde la costa para relevarlos. Eso dejó solo dos batallones de la 4.a División SS Panzergrenadier disponibles y no tenían armas de combate.
Basado en la evaluación de Steiner, Heinrici llamó al general Hans Krebs, jefe de Estado Mayor del Estado Mayor General Alemán del Alto Mando del Ejército (Oberkommando des Heeres u OKH), y le dijo que el plan no podía implementarse. Heinrici pidió hablar con Hitler, pero le dijeron que Hitler estaba demasiado ocupado para atender su llamada. El 22 de abril de 1945, en su conferencia de la tarde, Hitler, al darse cuenta de que Steiner no iba a atacar, se echó a llorar de rabia. Hitler finalmente declaró que la guerra estaba perdida, culpó a los generales por la derrota del Reich y anunció que permanecería en Berlín hasta el final y luego se suicidaría. El mismo día, el General Rudolf Holste recibió las pocas fuerzas móviles que comandaba Steiner para que pudiera participar en un nuevo plan para aliviar Berlín. Holste debía atacar desde el norte mientras que el general Walther Wenck atacaba desde el oeste y el general Theodor Busse atacaba desde el sur. Los ataques fueron pequeños y el 25 de abril, las fuerzas soviéticas que atacaban al norte y al sur de Berlín se unieron al oeste de la ciudad.

### Posguerra
En mayo de 1945, con la rendición de Alemania, fue hecho prisionero por los aliados, siendo liberado posteriormente por los británicos. Tras recuperar la libertad, Steiner se dedicó a conseguir mejoras para los veteranos de las SS; escribió numerosos libros en donde relata sus experiencias en combate, siendo el más famoso de ellos Armee der Geächteten (Ejército de Proscritos).
En 1953, Steiner fue reclutado por la Agencia Central de Inteligencia (CIA) de Estados Unidos para fundar la Gesellschaft für Wehrkunde (en español, "Sociedad de Estudios de Defensa"), compuesta por ex oficiales militares alemanes, como una herramienta de propaganda y un grupo de expertos militares para el rearme de Alemania Occidental, que daría lugar a la Bundeswehr.
Finalmente, falleció en Múnich, Baviera, el 17 de mayo de 1966.

## Condecoraciones
- Cruz de Hierro 2.ª Clase 1914 (Eisernes Kreuz 1914, 2. Klasse) – 09 Oct 1914
- Cruz de Hierro 1.ª Clase 1914 (Eisernes Kreuz 1914 1 Klasse) – 03 Nov 1917
- Broche de la Cruz de Hierro 1939 de 2.ª Clase (1939 Spange zum Eisernen Kreuzes 2. Klasse 1914) – 17 Set 1939
- Broche de la Cruz de Hierro 1939 de 1.ª Clase (1939 Spange zum Eisernen Kreuzes 1. Klasse 1914) – 26 Set 1939.
- Cruz de Caballeros de la Cruz de Hierro N° 166 (Ritterkreuz des Eisernen Kreuzes Nr. 166) – 15 Ago 1940
- Cruz alemana en oro (Deutsches Kreuz in Gold) – 22 Abr 1942
- Orden de la Libertad de Finlandia, 1.ª Clase con hojas de Roble y Espadas (Vapaudenristin 1.luokka rintatähtineen miekkojen kera (VR 1 rt mk) – 16 Jun 1942
- Hojas de Robles para la RK N° 159 (Ritterkreuz des Eisernen Kreuzes mit Eichenlaub Nr. 159) – 23 Dic 1942.
- Espadas para la RK N° 86 (Ritterkreuz des Eisernen Kreuzes mit Eichenlaub und Schwerten 86) – 10 Ago 1944.
- Mencionado en el Informe de las Fuerzas Armadas (Namentliche Nennung im Wehrmachtbericht) – 01 Ago 1944
- Placa de herido 1914 en bronce (Verwundetenabzeichen 1914 in Bronze)
- Cruz de Honor de Combatiente del Frente 1914-1918 (Ehrenkreuz für Frontkämpfer)
- Medalla de Anexión de los Sudetes (Medaille zur Erinnerung an den 1. Oktober 1938)
- Broche de la Medalla de Anexión de los Sudetes (Spange zur Medaille zur Erinnerung an den 1. Oktober 1938)
- Medalla de la Campaña del Frente Oriental (Medaille "Winterschlacht im Osten 1941/42")